# Вугільна пилка
Вугільна пилка (рос. угольная пила, англ. coal saw; нім. Kohlensäge) — виїмкова гірнича машина з канатним, ланцюговим або канатно-ланцюговим робочим органом. Призначена для виїмки вугілля на тонких і дуже тонких крутих пластах м'яких і середньої міцності вугілля в умовах стійких бокових порід.
Основні елементи вугільної пилки:
- виконавчий орган у вигляді каната (діаметр 16-18 мм) або корабельного ланцюга, з насадженими на них через кожні 0,7-1 м (зафіксованими стопорними болтами) фрезами (10-12 шт.) з зубцями, які армуються пластинами з твердих сплавів;
- привод, який надає пилці зворотно-поступального руху і здійснює одночасно її подачу на вибій;
- напрямні блоки, які встановлюються у вентиляційному штреку біля гирла свердловин.

У зв'язку з великими втратами вугілля (до 50 %), складністю випуску видобутого вугілля і великою кількістю негабаритних грудок, вугільні пилки на сучасних шахтах поширення не отримали.